# تانیا دانلی
تانیا دانلی (انگلیسی: Tanya Donelly؛ زادهٔ ۱۴ ژوئیهٔ ۱۹۶۶) خواننده، ترانه‌سرا و نوازنده گیتار نامزد جایزه گرمی اهل ایالات متحده آمریکا است.